# Černá (Žďár nad Sázavou-i járás)
Černá település Csehországban, a Žďár nad Sázavou-i járásban. Černá Meziříčko, Arnolec, Jersín, Zadní Zhořec, Blízkov, Bohdalov, Měřín, Pavlov és Kyjov településekkel határos. Lakosainak száma 311 fő (2024. január 1.).

## Népesség
A település lakosságának változását az alábbi diagram mutatja:
| Lakosok száma | 585  | 596  | 611  | 492  | 401  | 310  | 310  | 297  | 292  | 311  |
|               | 1869 | 1890 | 1921 | 1950 | 1980 | 2001 | 2017 | 2019 | 2022 | 2024 |